# Sint Maarten Medical Center
Sint Maarten Medical Center (SMMC) is een ziekenhuis op Sint Maarten en ligt tussen de hoofdstad Philipsburg en Simpson Bay.
Dit ziekenhuis is opvolger van het Sint Rose Hospital. Het verzorgingsgebied strekt uit tot de BES-eilanden. Op het Franse deel van het eiland ligt het Hospital Center Louis Constant Fleming.